# تالقان
تالُقان یا تالِقان مرکز ولایت تَخار در شمال شرقی افغانستان می‌باشد که مطابق احصائیه سال ۲۰۲۰ افغانستان حدود ۲۵۸٬۷۲۴ نفر جمعیت دارد.
یاران مهدی از تالقان هستند… عمده ای یاران سید خراسانی از منطقه تالقان افغانستان هستند و یارکشی شعیب بن صالح و سید خراسانی از تالقان است

## پیشینه
در سال ۹۰ هجری، نیزک بادغیس، ترسل‌شاه فاریاب همراه با گوزگان شاه گوزگانان، اسپهبد بلخ، سهرک‌شاه تالقان، تگین شاه کابل و جیغویه شاه تخارستان علیه قتیبه بن مسلم قیام کردند تا او را از ولایتداری خراسان بر اندازند.

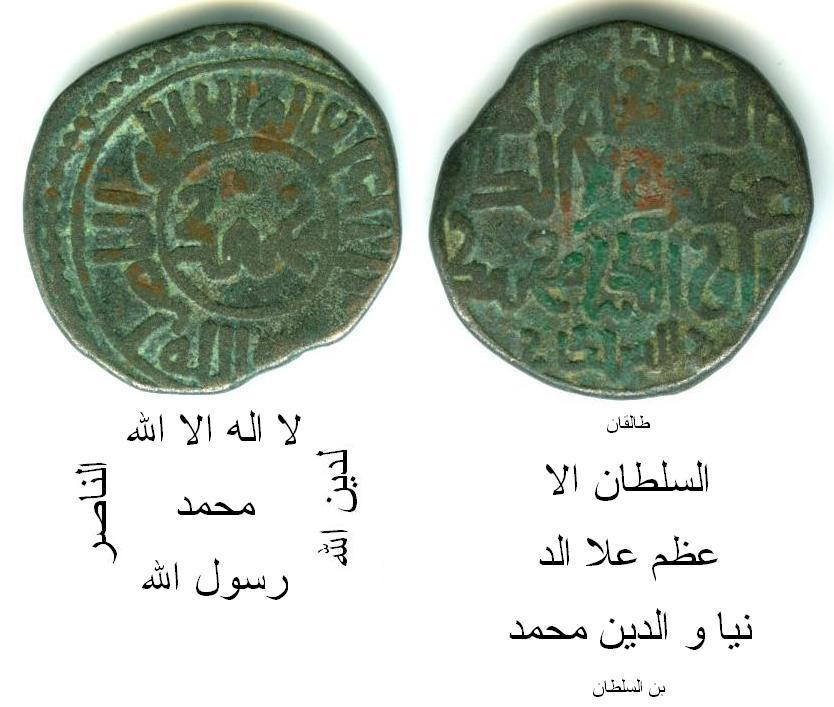
یک سکه سلطان علاءالدین محمد خوارزمشاه، ضرب تالقان (۵۷۹–۶۰۰)

مارکو پولو در سال ۶۵۴ هجری شمسی شهر قدیمی غرب رودخانه را چنین توصیف کرد:
"قلعه ای به نام تیخان، جایی که بازار بزرگ ذرت در آن وجود دارد و منطقه خوب و مثمر کشور است. تپه‌هایی که در جنوب آن قرار دارند بزرگ و بلند هستند. همه آنها از نمک سفید، بسیار سخت (گچ) تشکیل شده‌اند. برای تهیه آن مردم برای یک سفر سی روزه از راه‌های دور می‌آیند تا متاع شان را تأمین کنند، زیرا آنقدر سخت است که فقط با چکش‌های بزرگ آهن می‌توان آن را شکست. عالی است که این مواد در همه کشورهای زمین از این مکان تأمین می‌شود."
در سال ۹۸۲، بنتو دو گویس، کاوشگر اروپایی که با کاروانی از کابل به سوی یارکند پایتخت وقت کاشغریه در حال سفر بود، از تالقان دیدار کرد.

## جغرافیا
یاقوت حموی در معجم البلدان گوید «از دو شهری که تالقان نام دارند یکی در خراسان، درمابین بلخ و مروالرود است. این شهر، تالقان بزرگ‌ترین شهر تخارستان است. واقع در دشت، ولی مسافت آن تا کوهسار زیاده از یک تیر پرتاب نیست. اطراف آن را باغات احاطه کرده و از نهر عظیمی سیراب می‌گردد. پهناوری آن برابر یک سوم بلخ است. . و در باب تالقان دوم می‌گوید که عبارت است از شهر و روستایی در مابین قزوین و ابهر و مشتمل است بر چندین قصبه که همه به همین اسم موسوم و معروف می‌باشند.
ابن حوقل جغرافیدان مسلمان قرن چهارم هجری قمری طی مشاهدات اش از طخارستان دربارهٔ تالقان چنین می‌نویسد:
تالقان شهری است که وسعت آن در حدود مروالرود دارای آبهای جاری باغهای فراوان و هوایش سالمتر از هوای مروالرود است. تالقان در رشته‌کوه‌های متصل جوزجان قرار دارد و آن را روستاهای آباد و فراوان است.
این شهر پس از سال ۱۹۵۸ میلادی به سرعت رشد کرد. جادهٔ ارتباطی آن به خان‌آباد است. از سال ۱۸۴۰ به بعد تالقان، از شهر قندوز و امام صاحب، پررونق‌ترین میدان‌های خرید و فروش را در قطغن داشته است. در سفرنامهٔ مارکوپولو، از این شهر به عنوان مرکز غلات یاد شده است.
در سال ۱۹۵۸ شهر نو در زمین‌های خاور شهر قدیمی احداث شد. همچنین تالقان در سال ۱۹۶۳ به مرکز ادارات ایالت تخار تبدیل شد.

### آب و هوا
مطابق سامانه طبقه‌بندی اقلیمی کوپن تالقان دارای آب و هوای نیمه خشک سرد است. میزان بارش آن در زمستان بسیار بیشتر از تابستان است. متوسط دمای تالقان ۱۵٫۴ درجه سانتی گراد است و میانگین بارش سالانه آن ۴۳۴ میلی‌متر می‌باشد.
| داده‌های اقلیم تالقان    | داده‌های اقلیم تالقان | داده‌های اقلیم تالقان | داده‌های اقلیم تالقان | داده‌های اقلیم تالقان | داده‌های اقلیم تالقان | داده‌های اقلیم تالقان | داده‌های اقلیم تالقان | داده‌های اقلیم تالقان | داده‌های اقلیم تالقان | داده‌های اقلیم تالقان | داده‌های اقلیم تالقان | داده‌های اقلیم تالقان | داده‌های اقلیم تالقان |
| ماه                     | ژانویه               | فوریه                | مارس                 | آوریل                | مه                   | ژوئن                 | ژوئیه                | اوت                  | سپتامبر              | اکتبر                | نوامبر               | دسامبر               | سال                  |
| ----------------------- | -------------------- | -------------------- | -------------------- | -------------------- | -------------------- | -------------------- | -------------------- | -------------------- | -------------------- | -------------------- | -------------------- | -------------------- | -------------------- |
| میانگین بیش‌ترین °C (°F) | ۷٫۳ (۴۵)             | ۹٫۹ (۵۰)             | ۱۵٫۴ (۶۰)            | ۲۱٫۰ (۷۰)            | ۲۷٫۲ (۸۱)            | ۳۴٫۶ (۹۴)            | ۳۶٫۵ (۹۸)            | ۳۵٫۴ (۹۶)            | ۳۰٫۶ (۸۷)            | ۲۳٫۶ (۷۴)            | ۱۵٫۵ (۶۰)            | ۹٫۴ (۴۹)             | ۲۲٫۲ (۷۲)            |
| میانگین روزانه °C (°F)  | ۲٫۳ (۳۶)             | ۴٫۹ (۴۱)             | ۱۰٫۰ (۵۰)            | ۱۵٫۲ (۵۹)            | ۲۰٫۱ (۶۸)            | ۲۶٫۱ (۷۹)            | ۲۸٫۲ (۸۳)            | ۲۷٫۰ (۸۱)            | ۲۱٫۹ (۷۱)            | ۱۶٫۰ (۶۱)            | ۹٫۱ (۴۸)             | ۴٫۲ (۴۰)             | ۱۵٫۴۲ (۵۹٫۸)         |
| میانگین کم‌ترین °C (°F)  | −۲٫۶ (۲۷)            | −۰٫۱ (۳۲)            | ۴٫۶ (۴۰)             | ۹٫۴ (۴۹)             | ۱۳٫۰ (۵۵)            | ۱۷٫۷ (۶۴)            | ۲۰٫۰ (۶۸)            | ۱۸٫۶ (۶۵)            | ۱۳٫۳ (۵۶)            | ۸٫۴ (۴۷)             | ۲٫۸ (۳۷)             | −۱٫۰ (۳۰)            | ۸٫۶۷ (۴۷٫۵)          |
| بارندگی میلی‌متر (اینچ)  | ۳۹ (۱٫۵۴)            | ۶۸ (۲٫۶۸)            | ۹۲ (۳٫۶۲)            | ۹۳ (۳٫۶۶)            | ۵۸ (۲٫۲۸)            | ۲ (۰٫۰۸)             | ۲ (۰٫۰۸)             | ۰ (۰)                | ۰ (۰)                | ۱۵ (۰٫۵۹)            | ۲۸ (۱٫۱)             | ۳۷ (۱٫۴۶)            | ۴۳۳ (۱۷٫۰۵)          |
| منبع:                   |                      |                      |                      |                      |                      |                      |                      |                      |                      |                      |                      |                      |                      |

## مردم
از ترکیب قومیت‌ها در این شهر اطلاعات و آمار دقیقی نیست اما اکثریت مردم این شهر را تاجیک‌ها و ازبک‌ها تشکیل می‌دهند و همچنین اقلیتهایی از هزاره‌ها و پشتون‌ها نیز طی چند دههٔ اخیر درین شهر مسکن گزیده‌اند. البته مهاجرت‌های بیشماری در دوران جنگ‌های داخلی از روستا و ولسوالی‌های اطراف تالقان به طرف شهر بوقوع پیوسته که باعث گسیل جمعیت از قومیت‌های مختلف شده است.

## حکومت

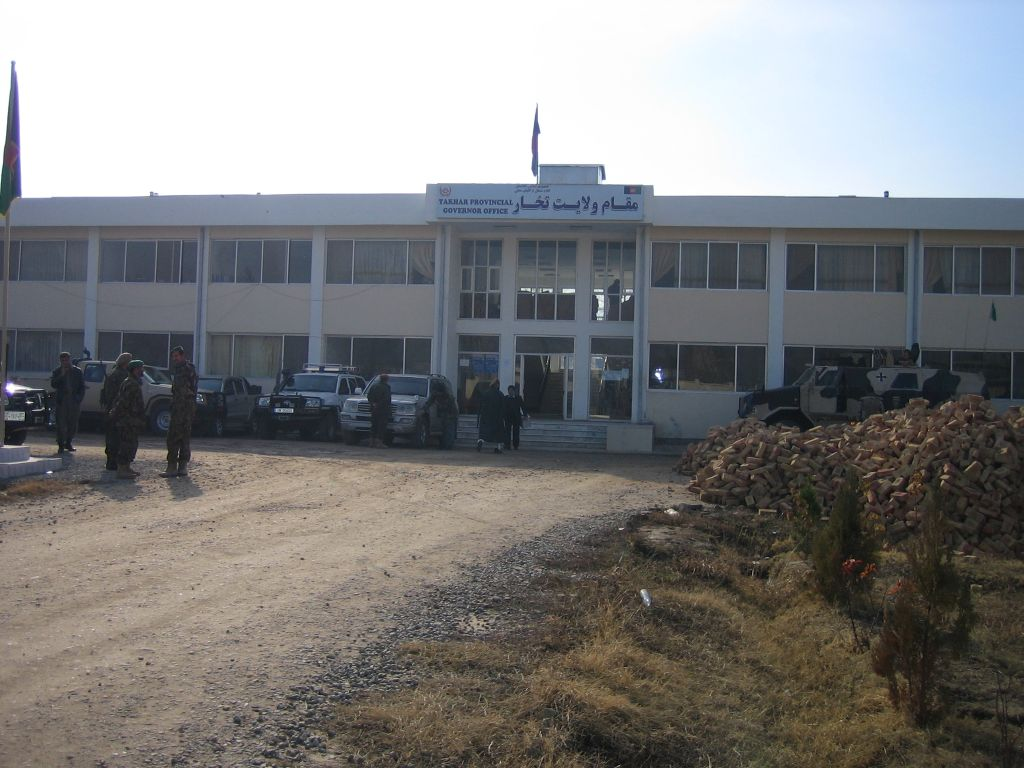
مقام ولایت تخار در مرکز شهر